# Blow Job - Dolce lingua
Blow Job - Dolce lingua, conosciuto anche col titolo Blow-Job - Soffio erotico, è un film del 1980 diretto da Alberto Cavallone.

## Trama
Stefano Vicinelli e la sua ragazza Diana devono pagare l'affitto di due settimane dell'hotel e subiscono il sequestro dei bagagli e dell'auto fino a quando non avranno saldato il conto. Una donna sconvolta nella stanza proprio sopra la loro si lancia dalla finestra. Usandolo come distrazione, i piccioncini sgattaiolano fuori e se ne vanno. Stefano incontra una donna pazza con gli occhiali da sole che gli chiede di darle una chiave per aprire una porta. Dopo essersi calmata, la donna gli propone un accordo: lo aiuterà a vincere soldi nella corsa di cavalli se lui l'aiuterà a "passare il cancello". Non avendo idea di cosa stia parlando, Stefano accetta con riluttanza e scommette sul suo suggerimento.